# Milionia eichhorni
Milionia eichhorni là một loài bướm đêm trong họ Geometridae.